# Anonym (groupe musical Mauricien)
 (mai 2025).
Motif : Un seul album
- Archive Wikiwix
- Bing
- Cairn
- DuckDuckGo
- E. Universalis
- Gallica
- Google
- G. Books
- G. News
- G. Scholar
- Persée
- Qwant
- (zh) Baidu
- (ru) Yandex

| 1. | Préciser le motif de la pose du bandeau. | Précisez le motif de la pose du bandeau en utilisant la syntaxe suivante : {{admissibilité à vérifier\|date=mai 2025\|motif=remplacez ce texte par le motif}}                                          |
| 2. | Informer les utilisateurs concernés.     | Pensez à avertir le créateur de l'article, par exemple, en insérant le code ci-dessous sur sa page de discussion : {{subst:avertissement admissibilité à vérifier\|Anonym (groupe musical Mauricien)}} |

 (mai 2025).
 (mai 2025).
Il peut être nécessaire de l'améliorer pour respecter le principe de neutralité de point de vue. Veuillez consulter la page de discussion pour plus de détails.

 (mai 2025).
La mise en forme du texte ne suit pas les recommandations de Wikipédia : il faut le « wikifier ».
Les points d'amélioration suivants sont les cas les plus fréquents. Le détail des points à revoir est peut-être précisé sur la page de discussion.
- Les titres sont pré-formatés par le logiciel. Ils ne sont ni en capitales, ni en gras.
- Le texte ne doit pas être écrit en capitales (les noms de famille non plus), ni en gras, ni en italique, ni en « petit »…
- Le gras n'est utilisé que pour surligner le titre de l'article dans l'introduction, une seule fois.
- L'italique est rarement utilisé : mots en langue étrangère, titres d'œuvres, noms de bateaux, etc.
- Les citations ne sont pas en italique mais en corps de texte normal. Elles sont entourées par des guillemets français : « et ».
- Les listes à puces sont à éviter, des paragraphes rédigés étant largement préférés. Les tableaux sont à réserver à la présentation de données structurées (résultats, etc.).
- Les appels de note de bas de page (petits chiffres en exposant, introduits par l'outil «  Source ») sont à placer entre la fin de phrase et le point final[comme ça].
- Les liens internes (vers d'autres articles de Wikipédia) sont à choisir avec parcimonie. Créez des liens vers des articles approfondissant le sujet. Les termes génériques sans rapport avec le sujet sont à éviter, ainsi que les répétitions de liens vers un même terme.
- Les liens externes sont à placer uniquement dans une section « Liens externes », à la fin de l'article. Ces liens sont à choisir avec parcimonie suivant les règles définies. Si un lien sert de source à l'article, son insertion dans le texte est à faire par les notes de bas de page.
- La présentation des références doit suivre les conventions bibliographiques. Il est recommandé d'utiliser les modèles {{Ouvrage}}, {{Chapitre}}, {{Article}}, {{Lien web}} et/ou {{Bibliographie}}. Le mode d'édition visuel peut mettre en forme automatiquement les références.
- Insérer une infobox (cadre d'informations à droite) n'est pas obligatoire pour parachever la mise en page.

Pour une aide détaillée, merci de consulter Aide:Wikification.
Si vous pensez que ces points ont été résolus, vous pouvez retirer ce bandeau et améliorer la mise en forme d'un autre article.
Anonym est un groupe musical originaire de l’île Maurice, formé en octobre 2020. Il se compose de sept musiciens mauriciens et se distingue par un style hybride mêlant ragga, reggae, hip-hop et séga, que le groupe désigne sous le terme de happy music.

## Histoire
Avant d’adopter le nom Anonym, les membres évoluaient sous le nom Les Inkonus, un collectif amateur né en 2011 dans les milieux scolaires et universitaires mauriciens. Ce premier projet leur a permis de se produire sur scène avec un répertoire engagé, axé sur des thématiques sociales. Leur participation à la série musicale Baz’art Sessionz, produite par Mouv Production, constitue une étape marquante de cette période, offrant une première visibilité à travers un clip vidéo.
Le changement de nom en 2020 marque une autre étape dans leur parcours, signalant leur volonté de professionnalisation et d’élargissement de leur public,.
Par la suite, Anonym se produit régulièrement sur de nombreuses scènes Mauriciennes. C’est à l’occasion d’un de ces concerts que le groupe est remarqué par le chanteur français Christophe Maé, qui les invite à assurer la première partie de son concert à l’Olympia de Paris en mai 2022.
En 2021, le groupe lance le projet K7, consistant à publier un single et un clip chaque 7 du mois pendant sept mois consécutifs. Parmi les titres notables figurent Tizan, inspiré des contes traditionnels mauriciens, et Konsta Limanite, à forte portée sociale,.

## Membres
- Lionnel Cupidon – Chant[7]
- Loïc Cupidon – Basse
- Yann Payet – Claviers
- Bernard Moonsamy – Chant
- Samuel David – Guitare
- Frédéric Dorlin – Batterie
- Wilford Wong – Guitare

## Style musical
Le groupe revendique une identité mauricienne affirmée tout en intégrant des influences musicales internationales. Leur musique a pour vocation de transmettre des messages positifs, aborder des sujets de société et créer une atmosphère festive et fédératrice.

## Concerts et événements notables
- Plus d'une centaine de concerts à Maurice
- 2022 : Première partie de Christophe Maé à l’Olympia (Paris)[9],[10],[11],[12]
- 2022 : Participation au festival Sakifo à La Réunion
- 2025 : Concert à By The C with Awanam, Rodrigues

## Discographie

### Album
- TWA (2017) : Premier et unique album du groupe, comprenant des titres comme « Zoli Fi » et « Andrea »

🎶 Anonym (depuis 2020)

### Singles
- Danzere (2021) : Premier single du groupe, annonçant leur nouvelle direction musicale[13].
- Konsta Limanite (2021) : Titre engagé abordant des thématiques sociales.
- Tizan (2021) : Inspiré des contes traditionnels mauriciens.
- Balans (2022) : Exploration de l'équilibre dans la vie moderne.
- Santiman Liniver (2021) : Chanson évoquant des sentiments universels.
- Viv Bien (2021) : Premier titre du projet K7, diffusé le 7 juillet 2021.
- Pa’nn resi fer (2021) : Réflexion sur les défis et les échecs.
- Bolom la (2021) : Chanson aux influences locales marquées.